# Tele/Estel
Tele/Estel fue un semanario español en lengua catalana fundado en Barcelona en julio del 1966 y que salió a la calle hasta 1970 a través de la empresa editora de Tele/eXpres. Se trató de la primera publicación escrita íntegramente en catalán después de la Guerra Civil que se editó con regularidad y que no se encontraba vinculada a la Iglesia católica. Su director fue Andreu-Avel·lí Artís i Tomàs, Sempronio.
Pretendía ser una revista de actualidad, a pesar de las limitaciones impuestas por la dictadura franquista respecto a la libertad de información. Tenía secciones fijas de arte (a cargo de Joan Gich), de música (a cargo de Oriol Martorell), excursiones (con J. M. Armengou), letras y literatura (con Celestí Martí i Farreras), notas de lectura (Josep Faulí), ciencia (con Màrius Lleget), aclaraciones sobre cuestiones lingüísticas en el uso del catalán (con Josep Ibáñez i Sensarrich y Albert Jané i Riera desde 1967), nova cançó (Rafael Pradas), mujer (A. Isanda), actualidad (Robert Saladrigas) y una sección de cotilleos, Els quatre cantons, todas ellas con dibujos de Cesc y los emblemáticos cruzigramas de Avel·lí Artís-Gener. También colaboraron, entre otros, Pere Calders, Joan Fuster, Josep Vallverdú, Jaume Picas, Àngel Casas, Joan Alavedra i Segurañas, Jaume Pol i Girbal y un gran número de historiadores, escritores y periodistas catalanes.